# Fundația Apache
Fundația Apache Software Foundation (prescurtat ASF) este o firmă (corporație) americană de tip non-profit care are drept scop sprijinirea proiectelor de software Apache inclusiv Apache HTTP Server. Cuvântul „Apache” este numele, în transliterația engleză, al triburilor de amerindieni apași, nume care în engleză se pronunță /ə'pæ.tʃi/ (v. AFI).
ASF provine din Grupul Apache. Fundația a fost întemeiată în statul Delaware, SUA în iunie 1999. Este formată dintr-un grup de proiectanți de software de tip open source sau free software (Software liber), conform licenței Apache. Toate proiectele Apache sunt colaborative, caută obținerea unui consens și sunt orientate foarte practic. Managerii de proiecte se autoselectează dintre experții tehnici care lucrează activ la proiectul respectiv. Calitatea de membru al ASF se conferă numai celor care au contribuit deja activ și voluntar la diverse proiecte Apache.
ASF organizează mai multe conferințe despre proiectele în curs și tehnologiile folosite, vezi ApacheCon.